# Rată Nyquist
• Fie x(t) un semnal al cărui spectru este inclus în intervalul simetric
[−fB, fB] , fB reprezentând cea mai mare frecvență de energie nenulă din
semnal (semnal de bandă limitată). Frecvența
fN = 2⋅ fB (1.42)
se numește rată Nyquist asociată semnalului x(t).
• Fie fs frecvența de eșantionare a semnalului x(t).
• În acest context este valabilă teorema Nyquist-Shannon (teorema eșantionării)
potrivit căreia semnalul x(t) poate fi reconstruit (teoretic) perfect din
secvența { [ ]} x k k∈Z potrivit relației x(t) x[k] Si(t kh)
k
− ⋅ = Σ
∞
=−∞
în care Si(t) este funcția
de interpolare ( ) ( )
f t
sin f t
Si t
N
N
π
π
= , dacă fs > fN sau, echivalent, dacă fs fB
2
1 > .
Frecvența fs
2
1
este numită frecvență Nyquist.
• Dacă fs < fN informația din semnalul x(t) nu mai poate fi reconstruită
complet din secvența { [ ]} x k k∈Z .